# Стигалл, Алисия
Алисия Стигалл (англ. Alycia L. Stigall) — американский палеонтолог. Будучи профессором Университета Огайо, она первой проанализировала биогеографические ареалы палеозойских ископаемых с использованием географических информационных систем. 

## Юные годы и образование
Стигалл родилась и выросла в городке Колерейн, округ Гамильтон, штат Огайо, в семье Джеки и Джо Стигалл. В детстве она собирала брахиоподы и мшанки в близлежащем ручье и ходила в походы в различные национальные парки по всей стране. Стигалл училась в средней школе Колерейн, где она стала финалисткой Национального конкурса и членом Национального почётного общества, марширующего оркестра, колледжа, хора и немецкого клуба. До окончания университета она получила полную академическую стипендию в Университете штата Огайо.
Получив степень бакалавра наук в Университете штата Огайо в 1995 году, она была названа лучшим выпускником в области естественных наук в стране и получила единственную стипендию Гриннелла в Университете Канзаса. Аналогичным образом она также получила грант научного фонда в размере 15 000 долларов в год в течение следующих четырёх лет для обучения в аспирантуре.

## Карьера
Получив докторскую степень, Стигалл присоединилась к преподавательскому составу Университета Огайо в качестве доцента геологических наук. Находясь на этой должности, она опубликовала исследование, в котором предположила, что нынешняя экосистема планеты, которая борется с потерей биоразнообразия, может привести к такому же коллапсу морской среды Земли, какой произошёл 378–375 миллионов лет назад. Это позволило ей стать первой, кто проанализировал биогеографические ареалы палеозойских ископаемых с использованием географических информационных систем. Она также опубликовала статью в журнале «Palaeontology», в которой отстаивала более широкую эволюционную теорию, объясняющую масштабные изменения окружающей среды, такие как тектоника плит, изменения уровня моря и изменение климата, происходящие в течение периодов, измеряемых десятками тысяч лет.
Книга «Золотой путеводитель по ископаемым», которую она прочитала в юности, вдохновила Стигалл на создание обновлённой и всеобъемлющей онлайн-базы данных под названием «Цифровой атлас ордовикской жизни». Она также приняла участие в разработке бесплатного онлайн-приложения под названием «Цифровой атлас древней жизни», которое должно было стать инструментом для «исследования и идентификации морских ископаемых из трёх различных регионов и периодов времени». В 2016 году Стигалл стала лауреатом премии Чарльза Шухерта от Палеонтологического общества, присуждаемой палеонтологам в возрасте до 40 лет. Она была отмечена за «вклад в понимание влияния вторжения видов на виды и экосистемы мелководных морских сообществ в ордовикский период и во время позднедевонского массового вымирания». Она также была отмечена премией за профессиональное мастерство от Ассоциации женщин-геоучёных в категории «Академия и исследования».

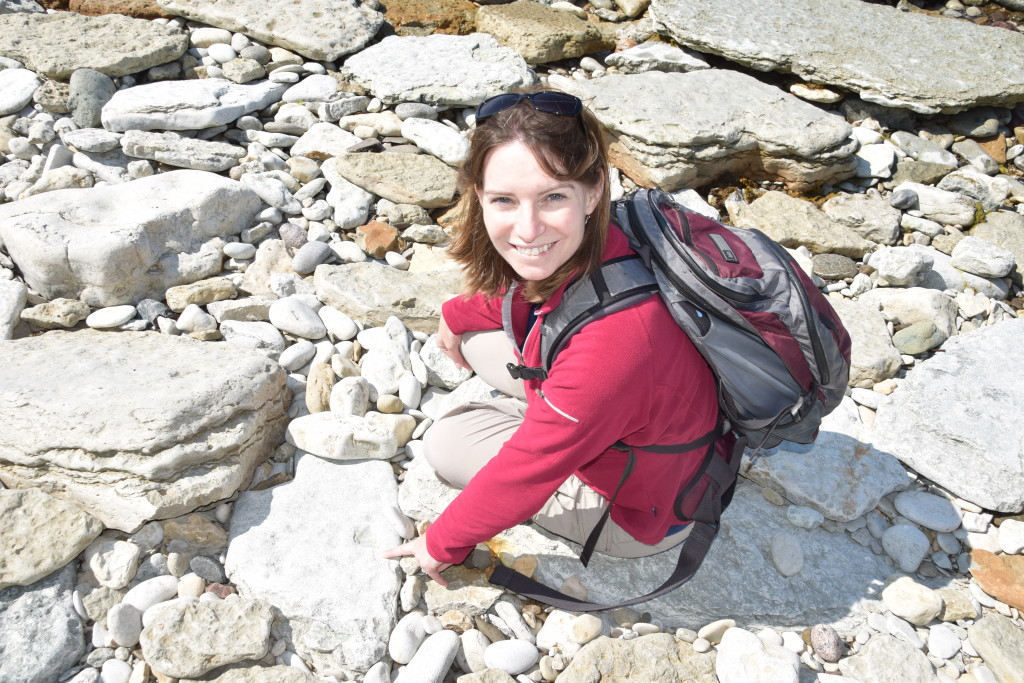
Стигалл позирует с ордовикскими брахиоподами в Эстонии в 2014 г.

Будучи профессором, Стигалл со своей исследовательской группой, состоящей из Нэнси Стивенс и Й. Ранджива Эпы, проанализировали окаменелости улиток возрастом от 24 до 26 миллионов лет и выделили шесть новых видов. Их исследование предоставило первые данные о быстрой эволюционной диверсификации пресноводных беспозвоночных, связанной с развитием рифтогенеза в Восточно-Африканской рифтовой зоне. Аналогичным образом она обнаружила Великую ордовикскую вспышку биоразнообразия, в ходе которой новые виды быстро развивались, особенно в дарривильский период около 465 миллионов лет назад.
В 2020 году Стигалл совместно с международной группой работала над публикацией статьи «Девонско-меловая палеонтологическая летопись конхостраков Африки и их палеобиогеографические связи с другими фаунами Гондваны» в журнале «Journal of African Earth Sciences». В ходе исследования был разработан первый полный каталог местонахождений ископаемых креветок-моллюсков на африканском и бывших континентах Гондваны.
Перед началом учебного года 2020–2021 гг. Стигалл была назначена заведующим кафедрой геологических наук. В августе 2022 года Стигалл была назначена заведующим кафедрой наук о Земле и планетах в Университете Теннесси в Ноксвилле.

## Личная жизнь
Стигалл вышла замуж за Дэниела Хембри 9 декабря 2006 года.